# بازارمحله (رودسر)
بازارمحله ، روستایی از توابع بخش رحیم‌آباد شهرستان رودسر در استان گیلان ایران است.

## جمعیت
این روستا در دهستان ییلاقی اشکورات قرار دارد و براساس سرشماری مرکز آمار ایران در سال ۱۳۸۵، جمعیت آن ۲۷ نفر (۱۰خانوار) بوده‌است.
روستای شرقی بازارمحله سارم و روستای غربی سیارساق نام دارد.